# Ґрем Манн
Ґрем Манн (англ. Graham Mann, 26 червня 1924 — 1 квітня 2000) — британський яхтсмен.
Бронзовий призер Олімпійських Ігор 1956 року в класі Дракон, учасник 1960 року.